# 梅尔沙伊德
梅尔沙伊德是德国莱茵兰-普法尔茨州的一个市镇。总面积3.52平方公里，总人口34人，其中男性18人，女性16人（2011年12月31日），人口密度10人/平方公里。